# Sportkomplex Meteor
Der Sportkomplex Meteor (ukrainisch Спортивний комплекс Метеор abgekürzt als SK Meteor) ist das größte städtische Sport- und Kulturzentrum der ukrainischen Stadt Dnipro. Der Komplex ist seit dem 10. Oktober 2001 Heimstätte der olympischen und paralympischen Nationalteams der Ukraine und als solche von nationaler Bedeutung. Meteor gehört dem Unternehmen Juschmasch.
Der Komplex besteht aus:
- dem Meteorstadion (1966)
- dem Wassersportpalast Meteor (Hauptschwimmbecken/Olympiaschwimmbecken)[1]

- dem Eissportpalast Meteor (1980)[2]

- der Wassersportanlage und Segelschule „der Maschinenbauer“ (1958) im Schewtschenko-Park[3]

Hier befinden sich ebenfalls fünf Sportschulen (die eher als Leistungszentrum beschrieben werden können, da hier keine Allgemeinbildung stattfindet) von denen vier hauptsächlich den olympischen und paralympischen Jugendteams vorbehalten sind und die Sportarten Schwimmen, Badminton, Leichtathletik und Eiskunstlaufen bieten und eine offene Sportschule, welche die Sportarten Judo, Segeln, Bergsteigen, Rudern, Schießen und Turmspringen anbietet.